# Совхозный (Томская область)
Совхозный — посёлок в Первомайском районе Томской области России. Входит в состав Улу-Юльского сельского поселения. Население 2 чел. (2021) .

## География
Находится на востоке региона, у реки Чичкаюл.
Одна улица — Луговая.

## История
В соответствии с Законом Томской области от 10 сентября 2004 года № 204-ОЗ посёлок вошёл в состав Улу-Юльского сельского поселения.

## Население
| 2002 | 2010 | 2012 | 2013 | 2014 | 2015 | 2021 |
| ---- | ---- | ---- | ---- | ---- | ---- | ---- |
| 9    | ↘8   | →8   | ↘7   | →7   | →7   | ↘2   |

## Инфраструктура
Личное подсобное хозяйство. Было развито сельское хозяйство
Объекты социальной инфраструктуры доступны в Апсагачево.

## Транспорт
Просёлочные дороги. Из Апсагачево идёт автодорога местного значения.